# Clark (Nueva Jersey)
El municipio de Clark (en inglés: Clark Township) es un municipio ubicado en el condado de Union en el estado estadounidense de Nueva Jersey. En el año 2009 tenía una población de 14,431 habitantes y una densidad poblacional de 1,244 personas por km².

## Geografía
El municipio de Clark se encuentra ubicado en las coordenadas 40°37′13″N 74°18′34″O / 40.62028, -74.30944.

## Demografía
Según la Oficina del Censo en 2000 los ingresos medios por hogar en la localidad eran de $65,019 y los ingresos medios por familia eran $77,291. Los hombres tenían unos ingresos medios de $54,543 frente a los $36,361 para las mujeres. La renta per cápita para la localidad era de $29,883. Alrededor del 1.7% de la población estaba por debajo del umbral de pobreza.